# روبرت مارتن (متزلج جماعي)
روبرت مارتن (بالإنجليزية: Robert Martin)‏ هو متزلج جماعي أمريكي، ولد في 1900، وتوفي في 1942.

## وصلات خارجية
- روبرت مارتن على موقع أوليمبيديا (الإنجليزية)